# Sophie Lefranc-Duvillard
Sophie Lefranc-Duvillard (Bourg-Saint-Maurice, 5 febbraio 1971 – 22 aprile 2017) è stata una sciatrice alpina francese specialista dello slalom gigante.
Nata Sophie Lefranc, in seguito al matrimonio aveva assunto anche il cognome del coniuge.

## Biografia
Moglie di Adrien Duvillard, a sua volta sciatore alpino, morì nel 2017 all'età di 46 anni dopo una lunga malattia.

### Carriera sciistica
Originaria di Megève, ottenne il primo risultato internazionale di rilievo il 19 febbraio 1992 ai XVI Giochi olimpici invernali di Albertville 1992, giungendo 19ª nello slalom gigante; il 28 novembre dello stesso conquistò il primo piazzamento in Coppa del Mondo sulle nevi di Park City, piazzandosi 10ª nella stessa specialità. Il suo debutto iridato avvenne in occasione di Mondiali di Morioka 1993, dove si classificò 34ª nel supergigante e 26ª nello slalom gigante.
Il 31 ottobre 1993 a Sölden conquistò il primo podio in Coppa del Mondo, piazzandosi 2ª in slalom gigante alle spalle dell'austriaca Anita Wachter; più tardi nella stessa stagione prese parte ai XVII Giochi olimpici invernali di Lillehammer 1994, senza concludere lo slalom gigante. Nel 1997 fu al cancelletto di partenza dello slalom gigante di Sestriere 1997 (sua ultima presenza iridata), che chiuse al 15º posto, e conquistò l'ultima vittoria, nonché ultimo podio, in Coppa Europa, il 5 marzo a Les Arcs in supergigante.
Il 25 gennaio 1998 salì per la seconda e ultima volta sul podio in Coppa del Mondo, con il 3º posto conquistato sul tracciato di Cortina d'Ampezzo dietro alle tedesche Martina Ertl e Katja Seizinger; venne quindi convocata per i XVIII Giochi olimpici invernali di Nagano 1998, dove giunse 5ª nello slalom gigante. Terminò l'attività agonistica al termine di quella stessa stagione 1997-1998: la sua ultima gara in Coppa del Mondo fu lo slalom gigante di Crans-Montana del 15 marzo (7ª) e la sua ultima gara in carriera fu uno slalom gigante FIS disputato il 27 marzo a Les Karellis.

## Palmarès

### Coppa del Mondo
- Miglior piazzamento in classifica generale: 31ª nel 1998
- 2 podi (entrambi in slalom gigante):
  - 1 secondo posto
  - 1 terzo posto

### Coppa Europa
- Miglior piazzamento in classifica generale: 3ª nel 1993
- Vincitrice della classifica di supergigante nel 1993
- 3 podi (dati dalla stagione 1994-1995):
  - 2 vittorie
  - 1 terzo posto

#### Coppa Europa - vittorie
| Data            | Località  | Paese    | Specialità |
| --------------- | --------- | -------- | ---------- |
| 3 febbraio 1995 | Schönried | Svizzera | GS         |
| 5 marzo 1997    | Les Arcs  | Francia  | SG         |

Legenda:

SG = supergigante

GS = slalom gigante

### Campionati francesi
- 2 medaglie (dati dalla stagione 1994-1995)[3]:
  - 2 ori (slalom gigante nel 1995; slalom gigante nel 1997)